# Polder van E.J. van der Molen
De Polder van E.J. van der Molen is een voormalig waterschap in de Nederlandse provincie Groningen.
Door de aanleg van het Eemskanaal werd deze polder in tweeën geknipt. Het grootste, noordelijke deel werd, samen met de afgesneden delen van de Noorder en de Zuider Heidenschapperpolder, samengevoegd tot de Van der Molenpolder, die in 1880 opging in de Fledderbosscherpolder. Het deel ten zuiden werd samen met de zuidelijke delen van de beide Heideschapperpolders samengevoegd tot de Heidenschapperpolder. 
Waterstaatkundig gezien ligt het gebied sinds 2000 binnen dat van de waterschappen Noorderzijlvest en Hunze en Aa's.